# Wilmer Zumba
Wilmer Fabián Zumba Ramírez (Machala, El Oro, 18 de diciembre de 1978) es un futbolista ecuatoriano. Juega de portero y su equipo actual es Clan Juvenil.

## Trayectoria
Wilmer Zumba ha militado en los clubes Saquisilí, América de Quito, Espoli, Quevedo, Macará y Emelec. Actualmente juega en Clan Juvenil de Sangolquí.

## Selección nacional
En agosto del 2011, estando en Emelec, Wilmer Zumba fue convocado a un microciclo de la Selección de fútbol de Ecuador dirigida por el técnico Reinaldo Rueda.

## Clubes
| Club                    | País    | Año           |
| ----------------------- | ------- | ------------- |
| River Sol               | Ecuador | 1995 - 1996   |
| Espoli                  | Ecuador | 1996 - 2000   |
| Deportivo Saquisilí     | Ecuador | 2000 - 2001   |
| América                 | Ecuador | 2002          |
| Espoli                  | Ecuador | 2003 - 2004   |
| Deportivo Quevedo       | Ecuador | 2004          |
| Espoli                  | Ecuador | 2005 - 2006   |
| Deportivo Quevedo       | Ecuador | 2006          |
| Club Deportivo Macará   | Ecuador | 2007 - 2010   |
| Emelec                  | Ecuador | 2011-2013     |
| Olmedo                  | Ecuador | 2014          |
| Clan Juvenil            | Ecuador | 2015          |
| Deportivo Santo Domingo | Ecuador | 2020-presente |

## Palmarés

### Campeonatos nacionales
| N.º | Título             | Club         | País    | Año  |
| --- | ------------------ | ------------ | ------- | ---- |
| 1   | Serie A de Ecuador | Emelec       | Ecuador | 2013 |
| 2   | Segunda Categoría  | Clan Juvenil | Ecuador | 2015 |